# Château de Bagnac
 (novembre 2022).
Si vous disposez d'ouvrages ou d'articles de référence ou si vous connaissez des sites web de qualité traitant du thème abordé ici, merci de compléter l'article en donnant les références utiles à sa vérifiabilité et en les liant à la section « Notes et références ».
Le château de Bagnac est un château situé en France, sur la commune de Saint-Bonnet-de-Bellac dans le département de la Haute-Vienne.
Les restes de ce château baroque, reconstruit au XIXe siècle sur le site du château-fort du chevalier de Bagnac, sont abandonnés et dégradés.
Le château fait l’objet d’une inscription au titre des monuments historiques depuis le 16 mai 1975. 

## Historique
Le château actuel a été bâti par le marquis (Antony 1826-1892) et la marquise de Saint-Martin de Bagnac (fervents royalistes légitimistes) sur l'emplacement de l'ancien château du XVe siècle détruit pendant les guerres de religion, où naquit Pierre de Bagnac en 1330, grand cardinal qui fut célébré à Rome. La seule partie du château datant du XIVe siècle est la grosse tour d'angle, coiffée d'une toiture à très forte pente, lors de la reconstruction du château. Ce château fut reconstruit entièrement, alors que l’intention initiale du marquis et de la marquise n'était que de le restaurer. Cependant, après 1875, ce qui semblait être une restauration est devenu une reconstruction. Les Bagnac engloutirent des sommes folles dans ce chantier qui dura plus de 25 ans.
Ayant débuté en 1858, les travaux du château ont été interrompus pendant la guerre de 1870, avant de reprendre en 1875. Tous les plans, dessins de boiseries, ferronneries, sculptures sur pierre ont été réalisés par le marquis et la marquise en personne sur des plans inspirés de Viollet-le-Duc mais non dessinés personnellement par l'architecte. Le château est de style néogothique. Cet édifice fut construit pour réaffirmer une identité, la présence d'un passé glorieux mis à mal par la Révolution. Les époux sachant qu'ils n'auraient pas d'enfants, avaient décidé de léguer ce château au « comte de Chambord », prétendant au trône de France. Celui-ci étant mort trop tôt, le château échut au baron Guy de Salvaing de Boissieu. En 1911, un commandant Laugaudin le mentionne comme résidence dans un almanach de l'époque. Il est en fait le locataire du baron de Boissieu, héritier du château après la mort de la marquise Élise de Préaulx de Bagnac en 1902.
À l'intérieur, on peut remarquer deux très belles cheminées édifiées à partir de miniatures en terre cuite réalisées par la marquise vers 1880 :
- l'une dans le « grand salon », sculptée en pierre blanche représente saint Martin offrant la moitié de son manteau à un malheureux.

Au-dessus de ce salon, le marquis et la marquise avaient prévu une chambre destinée au « comte de Chambord ». Un balcon donnait depuis sa chambre dans la chapelle afin qu'il puisse assister à la messe, mais le « comte de Chambord » ne vint jamais à Bagnac.
- la deuxième, située dans la salle dite de billard représente le combat de Lussac-les-Châteaux, 1369, où le chevalier de Saint-Martin, ancêtre des Bagnac tua de sa main le célèbre général anglais Jean Chandos. Ce sujet en pierre blanche, relevé par des colonnes, traverses, encadrement de granit admirablement sculpté donne à cette cheminée un aspect grandiose et monumental.

Le château comporte une chapelle construite sur le modèle de la Sainte-Chapelle, qui était surmontée d'une flèche. Cette chapelle est dédiée au Sacré-Cœur, à Notre-Dame des sept Douleurs ainsi qu’à saint Martin de Tours dont le patronage peut être observé sur un vitrail resté intact. Au-dessus de cette chapelle, se trouvait une salle des archives, voutée comme la chapelle.

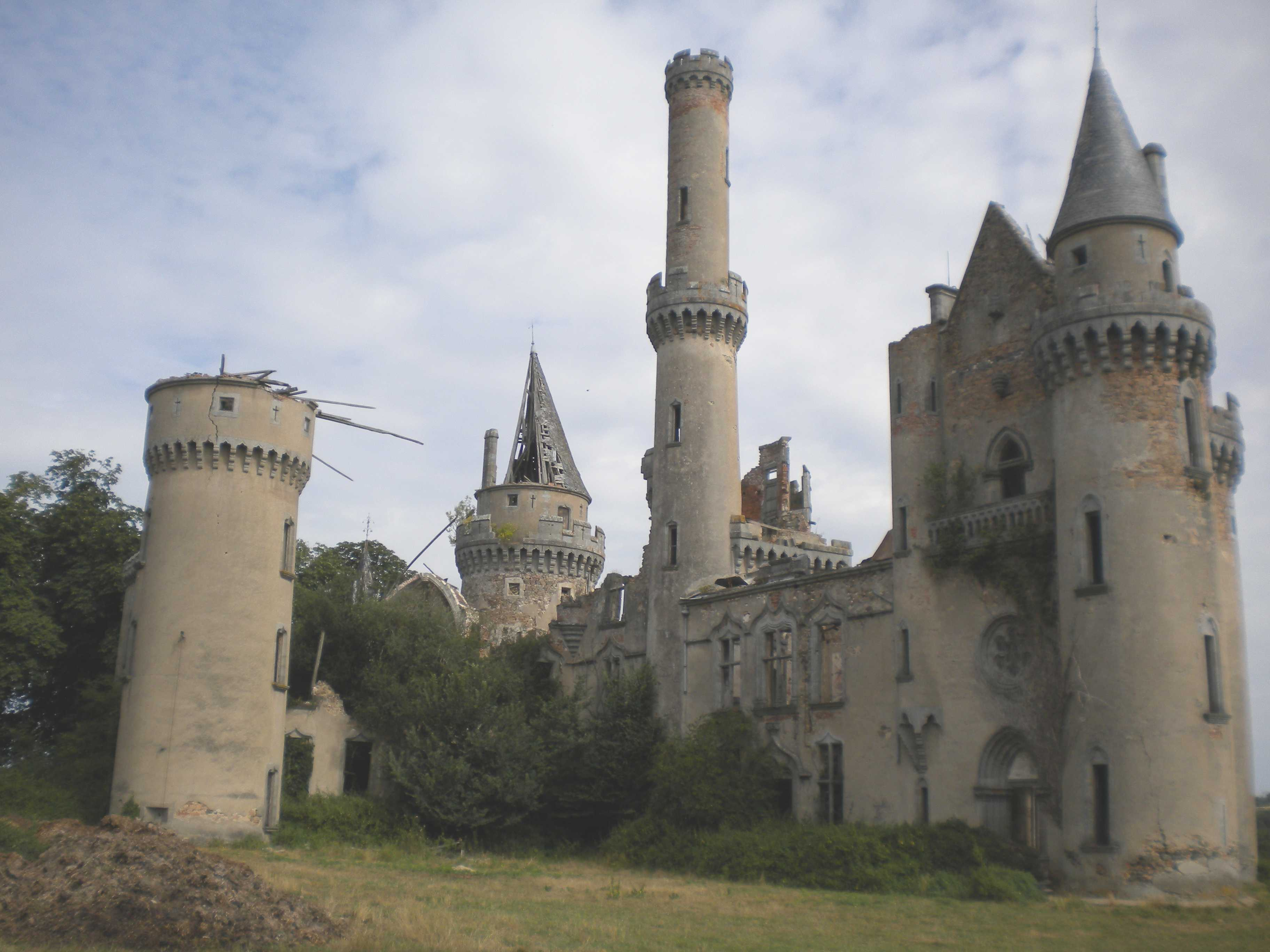
Façade ouest.

La plus haute tour du château est dite "la guette". On raconte que depuis son sommet, on peut voir Bellac, hypothèse non vérifiée à ce jour, les escaliers permettant de la gravir ayant été détruits par souci de prudence. Cette tour, dit-on[Qui ?], fut construite si haute pour que le jour de la restauration d'un roi sur le trône de France, le drapeau blanc puisse être hissé le plus haut possible dans le ciel.
Un escalier est situé derrière la plus grosse tour, qui est aussi le donjon primitif de l'ancien château, dont la voûte s'effrite peu à peu sous l'effet du temps.
Le paysagiste du jardin du château de Bagnac était le comte de Choulot, qui réalisa aussi dans la région les jardins de M. Leplay au château du Vigen. Le jardin de Bagnac a également disparu.